# Xã Manhattan, Quận Will, Illinois
Xã Manhattan (tiếng Anh: Manhattan Township) là một xã thuộc quận Will, tiểu bang Illinois, Hoa Kỳ. Năm 2010, dân số của xã này là 9.218 người.